# Interexpress
Az Interexpress, rövidítve IEx egy 1986 és 1991 között közlekedő nemzetközi gyorsvonat-hálózat volt az NDK, Lengyelország, Csehszlovákia és Magyarország között.

## Története
Az Interexpress egy rövidítés, amely az Internationaler Express német szóból származik, ami nemzetközi expresszvonatot jelent. Azért kapta a rövidített nevét, hogy mind a három nyelven érthető legyen. A '80-as évek közepén úgy döntött a Deutsche Reichsbahn (DR), a Lengyel Államvasutak (PKP), a Csehszlovák Államvasutak (ČSD), illetve a Magyar Államvasutak, hogy bevezetnek egy országok közötti magas színvonalú utazási lehetőséget. Így 1986-ra pár gyorsvonatot IEx-vonattá alakítottak át. Ezzel megelőzték a nyugati vasúttársaságokat, ott ugyanis csak 1987-ben vezették be az EuroCity-rendszert. Lényegében tekinthető a hajdani keleti blokk EuroCity rendszerének is az IEx.
A járatok ugyanakkor nem ütemes menetrend szerint, mindig azonos időpontban indultak és csak ritkán jártak. Az 1989/90-es politikai változások után már nem volt szükség többé erre az elszigetelt szolgáltatásra. Az Interexpresseket részben megszüntették, másik részét EuroCity vonatként, vagy normál gyorsvonatként közlekedtették tovább.

## Járatok
- IEx 1/2 Silesia: Prága hl.n. – Varsó-Wschodnia
- IEx 36/37 Báthory: Budapest-Keleti pályaudvar – Varsó
- IEx 72/73 Metropol:[1] Berlin-Lichtenberg – Prága-Holešovice – Budapest
- IEx 74/75 Hungaria:[2] Berlin-Lichtenberg – Prága-Holešovice – Budapest
- IEx 76/77 Primator: Berlin–Lichtenberg – Prága
- IEx 78/79 Progress: Berlin–Lichtenberg – Prága
- IEx 242/243 Berolina: Berlin Ostbahnhof – Varsó-Wschodnia

A Báthory és a Metropol éjszakai vonatok voltak, amik háló- és fekvőkocsikal közlekedtek. Néhány járatra közvetlen kocsikat kapcsoltak, például a Metropolra Bécsbe, vagy a Berolinára Párizsból. A Hungaria az 1986/87-es, valamint az 1987/88-as menetrendi évben a D374/375-ös vonattal egyesítve Bécs, illetve nyáron Malmőből közvetlen kocsikkal közlekedett. A Progress csak az 1986-tól 1988-ig közlekedett, speciális, légkondicionálóval felszerelt komfortos kocsikkal, piros-fehérre festetten.
Az Interexpressekre a normál gyorsvonati jegyek voltak érvényesek, a nemzetközi forgalomban helyjegyköteles volt.

## Fordítás
- Ez a szócikk részben vagy egészben az Interexpress című német Wikipédia-szócikk ezen változatának fordításán alapul.  Az eredeti cikk szerkesztőit annak laptörténete sorolja fel. Ez a jelzés csupán a megfogalmazás eredetét és a szerzői jogokat jelzi, nem szolgál a cikkben szereplő információk forrásmegjelöléseként.